# Spenslig hök
Spenslig hök (Accipiter quartus) är en förhistorisk utdöd fågel i familjen hökar inom ordningen hökfåglar. 

## Förekomst och utdöende
Fågeln förekom tidigare på Nya Kaledonien. Den beskrevs från subfossila lämningar funna 1986 vid Pindaigrottorna på huvudön Grande Terres västkust. Benen har med hjälp av kol-14-metoden konstaterats vara cirka 1750 år gamla.

Fågeln förekom endast på ön Nya Kaledonien.

Varför denna art och robust hök dog ut medan brun duvhök (Accipter fasciata) och nyakaledonien (A. haplochrous) överlevde på ön är högst oklart. Intressant nog har lämningar av de två utdöda arterna inte funnits i samband med rester från de två andra arterna, vilket tyder på att de inte levde i samma miljö eller att de nu levande arterna kom till ön relativt sent.

## Utseende och levnadssätt
Spenslig hök var som namnet avslöjar en liten hök, minst av de fyra hökarter som förekom på Nya Kaledonien och med smalast ben. Att så många som fyra arter kunde leva tillsammans på ön tyder på att varje art ockuperade en speciell ekologisk niche.